# Озеро Гниле
Озеро Гниле - це озеро на Волині, а саме на північному сході селища Велимче, назване так за своєю будовою дна.

### Легенда
Колись, ще в сиву давнину, на цьому місці де зараз озеро, було село. Роботящі люди жили в цьому селі. Вони орали, сіяли, жали, в снопи жито складали, а вечорами такі пісні співали. В неділю раненько до церкви ішли і діти і дорослі. Ось і зустрілись хлопець і дівчина на цій дорозі, познайомились. По селу пішли цікаві новини про їх весілля.
Наступив день весілля. Зустріли хлібом і сіллю сватів, молодих повінчали. Аж раптом непрошений гість - старенька бабуся в чорній хустині, з палицею в руках вся в зморшках підходить до молодят. Бере їх за руки і тихо каже: «Ідіть, мої любі,  ідіть геть із села, нічого не питайте, не озирайтеся та не розмовляйте.»
Молоді, побачивши жах на обличчі старенької, пішли. Та тільки вийшли вони на околицю села, як почулися людські крики, шум води, не витримала молода - оглянулась. І стала враз берізкою тендітною. А за нею оглянувся і молодий, і вмить перетворився на міцного дуба.
І стоять на тому місці, як свідки тієї трагедії, що сталася в селі, зміцнілі дуб і берізка. А село потонуло, пішло під воду і стало озером. З часом озеро почало заростати, утворивши поверхню, що гойдається і дістало назву "Плав". Тільки не заросло те місце де була церква.

### Історія
За Радянських часів, це місце хотіли осушити, та це не вдалось. Внаслідок цього  залишились кругом "Плаву" ями і канави з кількома вузькими стежками.
Також на плаву можна побачити незарослі мохом місця, які велимчани стали називати "вікнами".

### Гідрологічний заказник
"Плав" зараз є гідрологічним заказником місцевого значення. організований відповідно до рішення обласної Ради народних депутатів від 17.03.1994 р. з метою посилення охорони цінних лісоболотних, водних та інших природних угідь, що мають велике науково-історичне, культурно-естетичне і рекреаційне значення, збереження місць масового розмноження і мешкання цінних водоплавних і інших птахів, на базі унікального болота. Його площа 16,4 га. Територія заказника за погодженням Держуправління Мінприроди України, Ратнівської районної державної адміністрації і Велимченської сільської ради народних депутатів може використовуватися для відвідування туристів, виробничої практики студентів, екскурсій школярів та проведення науково-дослідних робіт, якщо цим не буде наноситись шкода природному комплексу, що охороняється.